# Gener (grup musical)
Gener fou un grup de música valencià, creat i liderat pel cantautor Carles Chiner.
El projecte de Chiner, definit com una necessitat de centrar i organitzar les seues energies, i que té la intenció de fer de la música la seua professió, veu la llum en 2014, amb el disc El temps del llop. El seu tercer treball, Cante el cos elèctric, parla del present que ens toca viure. Un moment d'hiperconnexió, d'aïllament, d'excés d'informació i de passivitat. Un fet curiós del disc, i paradoxal, és que està gravat en directe i en format analògic. En ell prenen com a punts de referència dos eixos literaris: un poema de Walt Whitman (I Sing the body electric), del qual prenen el títol de l'àlbum, i un llibre de relats de Ray Bradbury.
L'any 2019 Gener va ser el grup triomfador de la segona edició dels Premis Carles Santos de la Música Valenciana amb els premis a millor disc de pop, millor disseny i millor disc, de dèsset categories.
El març del 2021, el grup publicà un comunicat a les seues xarxes socials anunciant la seua dissolució, decisió motivada per un any marcat per la pandèmia de COVID-19 que havia portat que "els desacords i el desencís pogueren més que la il·lusió". Al comunicat anunciaven que no farien cap gira ni concert de comiat, però sí que publicarien un darrer disc, del que ja havien avançat 3 singles durant els mesos anteriors. El disc Esto no es un disco de Gener es posà a la venda dos mesos després, el maig del 2021. A més de ser un disc publicat amb la banda ja dissolta, suposava el primer treball del grup publicat íntegrament en castellà.

## Discografia
- El temps del llop (Mésdemil, 2014)[8]
- Oh! Germanes (Mésdemil, 2016)
- Cante el cos elèctric (Riu Sec, 2018)
- Esto no es un disco de Gener (27 ladridos, 2021)

## Premis
Un dels trets més destacables de la trajectòria de Gener és el seu èxit davant la crítica musical especialitzada, reconegut a diverses edicions de premis dedicats a la música valenciana. És notori ressenyar que els 3 discos publicats en valencià per la banda van obtenir el Premi Ovidi Montllor a Millor disc de pop, així com la ja esmentada presència destacada a l'edició del 2019 dels Premis Carles Santos de la Música Valenciana, on van obtenir 3 guardons.
- X Premis Ovidi (2015)
  - Millor disc de pop (El temps del llop)
  - Millor lletra ("Contrallum")

- XI Premis Ovidi (2016)
  - Millor disc de pop (Oh! Germanes)
  - Millors arranjaments (Oh! Germanes)

- XIV Premis Ovidi (2019)
  - Millor disc de pop (Cante el cos elèctric)[9]

- Premis Carles Santos de la Música Valenciana (2019)
  - Millor disc de pop (Cante el cos elèctric)
  - Millor disseny (Cante el cos elèctric)
  - Millor disc (Cante el cos elèctric)